# تانيا (رسامة)
تانيا (بالإنجليزية: Tania)‏ هي رسامة وفنانة أمريكية، ولدت في 1920 في وارسو في بولندا، وتوفيت في 24 يناير 1982 في بروكلين في الولايات المتحدة.